# Brian Barden
Pour les articles homonymes, voir Barden.
Brian David Barden (né le 2 avril 1981 à Templeton, Californie, États-Unis) est un joueur de troisième but au baseball qui évolue dans les Ligues majeures de 2007 à 2010 et dans la Ligue Centrale du Japon en 2011.
Avec l'équipe des États-Unis, il remporte une médaille de bronze en baseball aux Jeux olympiques d'été de 2008 à Beijing.

## Carrière
Joueur des Beavers d'Oregon State, Brian Barden est repêché au 6e tour de sélection par les Diamondbacks de l'Arizona en 2002. Il fait ses débuts dans le baseball majeur avec cette équipe le 3 avril 2007 mais ne joue que 8 parties pour Arizona car il est réclamé le 13 août suivant au ballottage par les Cardinals de Saint-Louis. Il s'aligne avec ces derniers de la fin 2007 à la saison 2009, y disputant 76 de ses 119 parties dans les majeures, dont un sommet de 52 matchs à sa dernière saison. Encore considéré comme un joueur recrue en 2009, après n'avoir joué que 32 matchs dans les deux années précédentes, il amorce bien la saison et est nommé recrue du mois d'avril 2009 dans la Ligue nationale. Il rejoint les Marlins de la Floride pour la saison 2010. 
Après un essai infructueux en 2011 chez les Rangers du Texas, équipe pour laquelle il ne joue qu'avec le club-école en ligues mineures, il prend le chemin du Japon, où il rejoint les Hiroshima Toyo Carp de la Ligue Centrale. Il frappe pour ,281 de moyenne au bâton en 64 parties pour le club japonais en 2011.
Mis sous contrat par les Dodgers de Los Angeles, il tente en 2013 de revenir dans les majeures mais est confiné en ligue mineure chez les Isotopes d'Albuquerque, leur club-école de la Ligue de la côte du Pacifique. En 2014, il évolue dans la Ligue mexicaine de baseball ainsi que pour les Patriots de Somerset, une équipe indépendante, non affiliée à un club des majeures, de l'Atlantic League of Professional Baseball.
Brian Barden a joué 119 matchs dans le baseball majeur de 2007 à 2010. En 193 passages au bâton, il a réussi 37 coups sûrs, dont 4 circuits, et affiche une moyenne au bâton de ,211. Il compte 21 points marqués et 14 points produits.